# Françoise Grard
Pour les articles homonymes, voir Grard.
Françoise Grard, née en 1957 au Maroc, est une écrivaine française.

## Biographie
Françoise Grard, née en 1957 au Maroc, est une artiste contemporaine très connue, fascine le monde par sa capacité à montrer la vie à travers ses créations. Son style original, imprégnant celui qui regarde ou qui lit, dans un monde où les émotions paraissent apaisantes. De la peinture à la sculpture en passant par l’écriture, elle essaie différentes manières de créer quelque chose de magique, invitant chacun à une réflexion à son image. Son travail artistique, sincère, continue d'inspirer et d'intéresser les générations, laissant une place durable à son nom dans le monde de l'art et de l’écriture aujourd'hui.

## Œuvres
- La Baguette de Mikado, Arles, France, Actes Sud Junior, coll. « Raisons d’enfance », 1998, 94 p.  (ISBN 2-7427-1916-4)
- La Mansarde, Arles, France, Actes Sud Junior, coll. « Raisons d’enfance », 1998, 108 p.  (ISBN 2-7427-1914-8)
- Wanda, Arles, France, Actes Sud Junior, coll. « Raisons d’enfance », 1998, 126 p.  (ISBN 2-7427-1915-6)
- Les Ombres de novembre, Arles, France, Actes Sud Junior, coll. « Raisons d'enfance », 1999, 110 p.  (ISBN 2-7427-2201-7)
- Le Rôdeur de Saint-André, ill. de Françoise Daude, Arles, France, Actes Sud Junior, coll. « Les Petits Polars », 1999, 95 p.  (ISBN 2-7427-1966-0)
- Dis merci à la dame, ill. de Hervé Blondon, Arles, France, Actes Sud Junior, coll. « Les histoires sages », 2000, 26 p.  (ISBN 2-7427-2785-X)
- Le Loup de Manigod, ill. de Élène Usdin, Arles, France, Actes Sud Junior, coll. « Les Petits Polars », 2000, 119 p.  (ISBN 2-7427-3216-0)
- Le Silence de Solveig, Arles, France, Actes Sud Junior, coll. « Raisons d’enfance », 2001, 159 p.  (ISBN 2-7427-3218-7)
- Vous avez un nouveau message, ill. de Catel, Arles, France, Actes Sud Junior, coll. « Les Premiers Romans », 2002, 92 p.  (ISBN 2-7427-4000-7)
- Les Corbeaux de Fourlaud, ill. de Élène Usdin, Arles, France, Actes Sud Junior, coll. « Les Petits Polars », 2003, 120 p.  (ISBN 2-7427-4141-0)
- Un éléphant dans la neige, ill. de Frédéric Rébéna, Arles, France, Actes Sud Junior, coll. « Les Premiers Romans », 2004, 93 p.  (ISBN 2-7427-4886-5)
- As de trèfle, ill. de Annette Marnat, Mont-près-Chambord, France, Éditions Bilboquet, 2005, 24 p.  (ISBN 2-84181-250-2)
- Impasse des Ténèbres, ill. de Élène Usdin, Arles, France, Actes Sud Junior, coll. « Les Petits Polars », 2005, 107 p.  (ISBN 2-7427-5470-9)
- Je t’attends, avec Thierry Lefèvre, Paris, Éditions Flammarion, coll. « Tribal », 2005, 140 p.  (ISBN 2-08-163091-5)
- Claire obscure, Nantes, France, Gulf Stream Éditeur, coll. « Les Romans bleus », 2006, 87 p.  (ISBN 2-909421-48-1)
- Rouge paprika, Nantes, France, Gulf Stream Éditeur, coll. « Les Romans bleus », 2006, 121 p.  (ISBN 978-2-909421-68-1)
- C’est la soupe à la grimace !, ill. de Benoît Perroud, Arles, France, Actes Sud Junior, coll. « Cadet », 2007, 101 p.  (ISBN 978-2-7427-6714-4)
- Rouge paprika, avec Ribert Bigot, Nantes, France, Gulf Stream Éditeur, coll. « Les Romans », 2008, 205 p.  (ISBN 978-2-35488-021-7)
- Quentin sur le quai, Arles, France, Actes Sud Junior, coll. « Ado », 2008, 91 p.  (ISBN 978-2-7427-7732-7)
- Emmène-moi, ill. de Agnès Decourchelle, Paris, Éditions Gallimard jeunesse, coll. « Hors piste », 2009, 138 p.  (ISBN 978-2-07-062162-0)
- Graine d’ortie, Paris, Éditions Oskar, coll. « Junior », 2009, 118 p.  (ISBN 978-2-3500-0465-5)
- Moi, je reste, ill. de Agnès Maupré, Arles, France, Actes Sud Junior, coll. « Cadet », 2009, 109 p.  (ISBN 978-2-7427-8245-1)
- La Comtesse de Ségur, bonheurs et malheurs de Sophie Rostopchine, ill. de Emmanuel Cerisier, Saint-Herblain, France, Gulf Stream Éditeur, coll. « L'histoire en images », 2010, 60 p.  (ISBN 978-2-35488-080-4)
- Portée absente, Paris, Éditions Belin, coll. « Charivari », 2010, 122 p.  (ISBN 978-2-7011-5557-9)
- La Proie pour l'ombre, Paris, Éditions Belin, coll. « Charivari », 2010, 169 p.  (ISBN 978-2-7011-5654-5)
- Le Cahier du bout du monde, ill. de Agnès Maupré, Arles, France, Actes Sud Junior, coll. « Cadet », 2011, 105 p.  (ISBN 978-2-330-00043-1)
- Une maman pas comme les autres, ill. de Violaine Leroy, Arles, France, Actes Sud Junior, coll. « Benjamin », 2011, 53 p.  (ISBN 978-27427-9598-7)
- Marie Curie, une femme de science, ill. de Emmanuel Cerisier, Saint-Herblain, France, Gulf Stream Éditeur, coll. « L'histoire en images », 2011, 53 p.  (ISBN 978-2-35488-135-1)
- Blackmail, Paris, Éditions Belin, 2012, 142 p.  (ISBN 978-2-7011-6315-4)
- La Vie secrète des profs, ill. de Nicolas Wild, Saint-Herblain, France, Gulf Stream Éditeur, coll. « Et toc ! », 2013, 231 p.  (ISBN 978-2-35488-193-1)
- Le Livre brûlé 01, Le Cri de l'arbre, Nantes, France, Gulf Stream Éditeur, 2014, 185 p.  (ISBN 978-2-35488-186-3)
- Le Livre brûlé 02, Dans les eaux noires du lac, Nantes, France, Gulf Stream Éditeur, 2015, 201 p.  (ISBN 978-2-35488-194-8)
- Dernier été avant l'orage, Paris, Éditions Oskar, coll. « Court métrage », 2014, 64 p.  (ISBN 979-1-02140-303-1)
- La Boiteuse, Nantes, France, Gulf Stream Éditeur, coll. « Électrogène », 2015, 244 p.  (ISBN 978-2-35488-343-0)
- Le Plus Beau Rôle de ma vie, Arles, France, Actes Sud Junior, coll. « Premier roman », 2016, 82 p.  (ISBN 978-2-330-06419-8)
- Printemps amers, Paris, Éditions Maurice Nadeau, 2018, 361 p.  (ISBN 978-2-86231-268-2)

- Prix Jean-Jacques-Rousseau 2018
- La Clé de mes rêves, Paris, Éditions Auzou, coll. « Pas à pas », 2019, 61 p.  (ISBN 978-2-7338-6573-6)
- Je t’attends, avec Thierry Lefèvre, Paris, Éditions Flammarion jeunesse, coll. « Capsule », 2019, 131 p.  (ISBN 978-2-08-144945-9)
- En route avec une drôle de maman !, ill. de Sophie Charpin, Bourron-Marlotte, France, Éditions du Sabot Rouge, coll. « Mes petits romans », 2020, 48 p.  (ISBN 978-2-490697-03-8)
- Des cadeaux inoubliables !, ill. de Guillaume Reynard, Arles, France, Actes Sud Junior, coll. « Lecture solo », 2021, 61 p.  (ISBN 978-2-330-15326-7)
- Je ne suis pas un petit ours !, ill. de Hervé Pinel, Vitry-sur-Seine, France, Éditions du Mercredi, 2021, 59 p.  (ISBN 979-10-93433-42-4)
- Et le jour sera pour moi comme la nuit, Paris, Éditions Maurice Nadeau, coll. « Lettres nouvelles », 2023, 144 p.  (ISBN 978-2-86231-473-0)[1],[2]